# Zygonemertes virescens
Zygonemertes virescens är en djurart som tillhör fylumet slemmaskar, och som först beskrevs av Addison Emery Verrill 1879.  Zygonemertes virescens ingår i släktet Zygonemertes och familjen Amphiporidae. Inga underarter finns listade i Catalogue of Life.